# Григор'євка (Пономарьовський район)
Григо́р'євка (рос. Григорьевка) — селище у складі Пономарьовського району Оренбурзької області, Росія.

## Населення
Населення — 6 осіб (2010; 14 у 2002).
Національний склад (станом на 2002 рік):
- росіяни — 57 %
- татари — 43 %